# Maximilian Sciandri

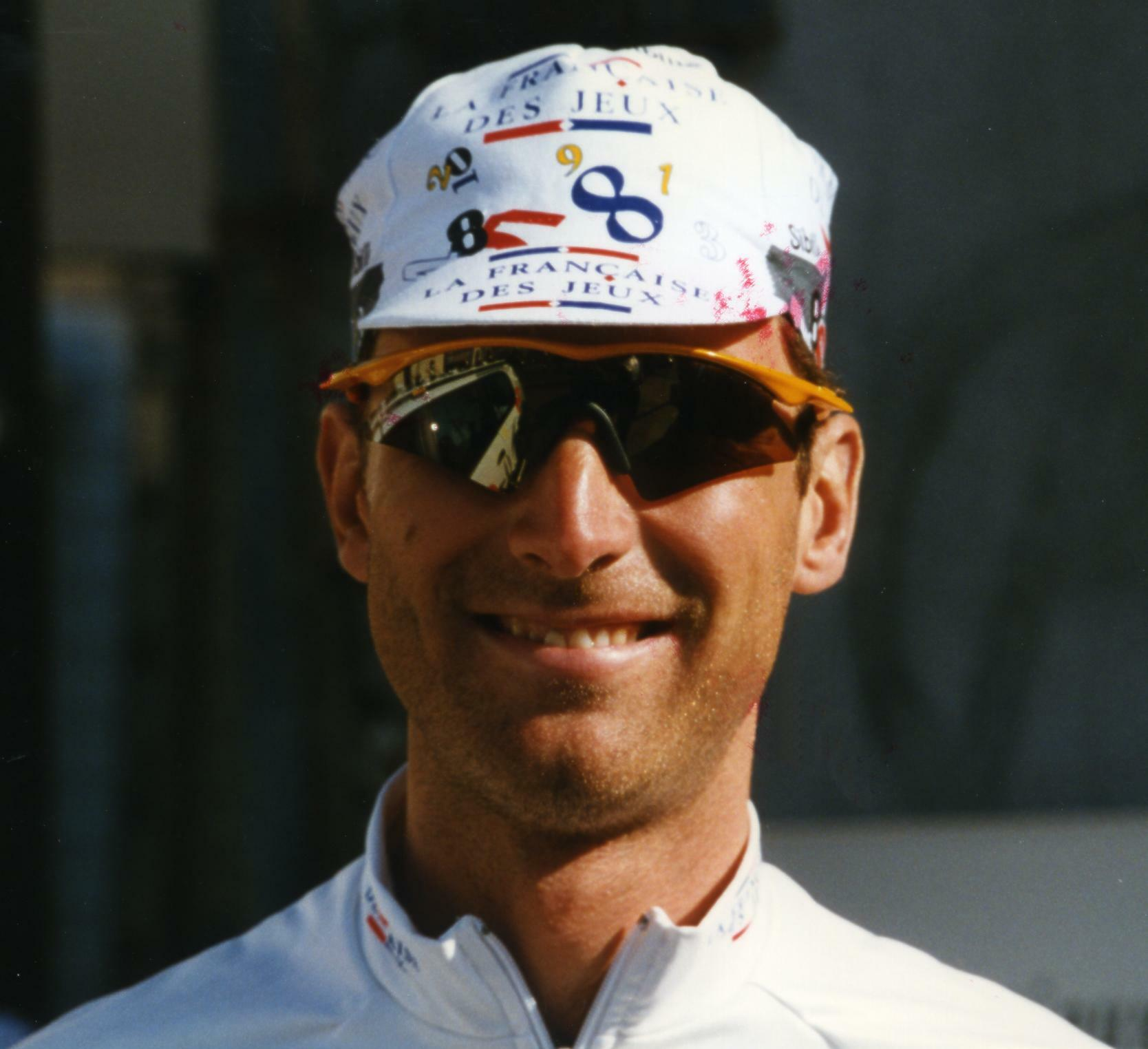
Maximilian Sciandri

Maximilian Sciandri (* 15. Februar 1967 in Derby) ist ein ehemaliger italienisch-britischer Radrennfahrer.

## Werdegang
Sciandria ist Sohn eines italienischen Vaters und einer britischen Mutter und war bis zu seinem 29. Lebensjahr italienischer Staatsbürger. Da er keine Chance sah, für das italienische Team bei Weltmeisterschaften und Olympischen Spielen berücksichtigt zu werden, nahm er 1996 die britische Nationalität an und wurde für die Olympischen Spiele 1996 in Atlanta nominiert. Dort gelang ihm der Gewinn der Bronzemedaille im Einzel-Straßenwettbewerb.
Sciandri war von 1989 bis 20. Mai 2004 Profi und stand zuletzt beim Team CSC unter Vertrag. Er bestritt alle Grand Tours, insgesamt 16 Rundfahrten. Sein bestes Resultat in der Gesamtwertung war der 47. Platz in der Tour de France 1995.

## Erfolge
(in Klammer: Team)
1988 (als Amateur)
- 1. Etappe Giro Ciclistico d’Italia

1989 (Titanbonifica-Sidermec)
- Giro della Romagna

1990 (Carrera-Vagabond)
- Giro della Romagna
- GP Pino Cerami
- fünf Etappensiege und Punktewertung Tour d'Aragon

1991 (Carrera-Vagabond)
- 1. Etappe Teil a Drei Tage von De Panne
- 11. Etappe Giro d’Italia

1992 (Motorola)
- 3. Etappe  Giro d’Italia
- Gesamtwertung und 2. Etappe Kellogg's Tour of Britain
- 5. Etappe und Punktewertung  Tour de Romandie

1993 (Motorola)
- Gesamtwertung, 1. und 2. Etappe Luxemburg-Rundfahrt
- Giro del Veneto
- Coppa Placci
- Grand Prix de Fourmies
- 2. Etappe Sizilienrundfahrt

1994 (GB-MG)
- 16. Etappe  Giro d’Italia
- 4. Etappe  Tour di Trentino

1995 (MG-Technogym)
- 2. Etappe Tirreno–Adriatico
- 3. Etappe Teil a Driedaagse van De Panne
- 11. Etappe  Tour de France
- Leeds Classics
- Grand Prix de Fourmies

1996 (Motorola)
- 8. Etappe Teil a Paris–Nizza

1998 (La Française de Jeux)
- 1. und 5. Etappe Critérium du Dauphiné Libéré

2000 (Linda McCartney Racing Team)
- Giro del Lazio
- 5. Etappe und Bergwertung Vodacom Rapport Toer